# Michael Erdlen
Michael Erdlen (* 7. Juli 1970 in Wädenswil) ist ein ehemaliger Schweizer Ruderer.

## Karriere
Erdlen nahm 1989 zusammen mit Werner Fuchs im Zweier ohne Steuermann am Match des Seniors, dem Vorläuferwettbewerb der U23-Weltmeisterschaften im Rudern teil und belegte den vierten Platz. Zwei Jahre später wurden Erdlen und Fuchs Dritte.
1995 bei den Weltmeisterschaften in Tampere belegte der Schweizer Doppelvierer mit Michael Erdlen, René Benguerel, Florian von Bidder und Christian Stofer den 18. Platz. Ein Jahr später bei den Olympischen Spielen 1996 in Atlanta waren Benguerel und Erdlen weiterhin im Doppelvierer. Zusammen mit Ueli Bodenmann und Simon Stürm erreichten sie das Olympiafinale und belegten den fünften Platz.
Auch 1997 bei den Weltmeisterschaften auf dem Lac d’Aiguebelette erreichte der Schweizer Doppelvierer den fünften Platz. Die Crew bestand 1997 aus Erdlen, Stürm, Benguerel und Andreas Bihrer. Bei den Weltmeisterschaften 1998 in Köln ruderte der Doppelvierer mit André Vonarburg, Bihrer, Erdlen und Bodenmann auf den dritten Platz im B-Finale und damit insgesamt auf den neunten Platz. 1999 bei den Weltmeisterschaften in St. Catharines erreichten Stürm, Vonarburg, Stofer und Erdlen das A-Finale und wurden Sechste.
2000 bei den Olympischen Spielen in Sydney wurde der Doppelvierer mit Simon Stürm, Christian Stofer, Michael Erdlen und André Vonarburg genauso Fünfter wie der Doppelvierer 1996.
Der 1,85 Meter große Michael Erdlen ruderte für den RC Thalwil. Nach seiner Karriere war Erdlen als Trainer tätig. Beim RC Thalwil rückte er später in den Vorstand auf, 2020 war er Vizepräsident und Verantwortlicher für den Leistungssport.

## Fussnoten
1. ↑  Doppelvierer 1996 in der Datenbank von Olympedia.org (englisch), abgerufen am 3. März 2025.
2. ↑  Doppelvierer 2000 in der Datenbank von Olympedia.org (englisch), abgerufen am 3. März 2025.
3. ↑  Artikel vom 12. März 2020 bei zsz.ch

| Personendaten    | Personendaten     |
| ---------------- | ----------------- |
| NAME             | Erdlen, Michael   |
| KURZBESCHREIBUNG | Schweizer Ruderer |
| GEBURTSDATUM     | 7. Juli 1970      |
| GEBURTSORT       | Wädenswil         |